# Niccoloso da Recco
Nicoloso da Recco fue un navegante genovés del siglo XIV, primer navegante europeo del que se tiene constancia documental de haber arribado a las islas Canarias.
En junio de 1341, dos naves fletadas por el rey Alfonso IV de Portugal y con tripulación florentina, genovesa y española, alcanzan las islas bajo su mando y con la ayuda de su segundo, el florentino Angiolino del Tegghia de Corbizzi. Permanecen allí durante cinco meses. A su regreso a Lisboa, el literato Giovanni Boccaccio escribió un retrato sobre el pueblo guanche, basándose en los datos que le había dado Da Recco.